# Esperimento mentale
Un esperimento mentale, o esperimento concettuale (in tedesco Gedankenexperiment, termine coniato dal fisico e chimico danese Hans Christian Ørsted; in inglese thought experiment), è un esperimento che non si intende realizzare nella pratica, ma viene solo immaginato: i suoi risultati non vengono, quindi, misurati sulla base di un esperimento fisico in laboratorio, ma calcolati teoricamente applicando le leggi della fisica.

## Descrizione
L'esperimento mentale è un'operazione di analisi operativa delle esperienze di misura effettivamente eseguibili nel mondo reale, almeno come esperienze concettualmente possibili. Parte di queste esperienze non sempre è realizzabile al momento in cui esso viene concepito, per limiti non della fisica, ma legati alla tecnologia e alla tecnica disponibili all'epoca della sua concettualizzazione.
Il carattere puramente mentale dell'esperimento permette di considerare situazioni non realizzabili nella pratica (ad esempio, oggetti macroscopici che si muovono a velocità relativistiche) e consente di esaminare l'esperimento in forma molto semplificata, tralasciando gli aspetti non pertinenti. Lo scopo di questo esercizio è mettere sotto esame una teoria fisica esaminandone le previsioni, e in particolare mettendone in luce le conseguenze sorprendenti o paradossali.
Il concetto di esperimento concettuale è stato introdotto da Albert Einstein, che se ne servì per illustrare la sua Teoria della relatività; ma anche alcuni paradossi classici, come quello di Achille e la tartaruga, si possono considerare esperimenti mentali. Anche alcuni ragionamenti di Galileo Galilei rientrano sotto questa categoria. Altri esperimenti mentali famosi sono quelli del Gatto di Schrodinger e il Paradosso di Einstein-Podolsky-Rosen.

### Esempio
A titolo di esempio, si descrive qui l'esperimento del treno, usato da Einstein per mostrare come, secondo la teoria della relatività ristretta, eventi che sono simultanei in un sistema di riferimento inerziale non lo sono in un altro (un altro celebre esperimento concettuale applicato alla teoria della relatività è il cosiddetto paradosso dei gemelli).
Si consideri un treno che viaggi alla velocità di 30 000 km/s, cioè circa un decimo della velocità della luce. Un osservatore si pone al centro di un vagone lungo 20 m, con due torce elettriche in mano; le sorgenti di luce vengono puntate verso le due estremità del vagone, una nella direzione del moto del treno e l'altra in direzione contraria, e le accende simultaneamente.
Nel caso specifico, uno dei postulati della teoria della relatività afferma che la velocità della luce è costante e uguale in tutti i sistemi di riferimento inerziali: perciò, l'osservatore a bordo del treno, rispetto al quale il vagone è immobile, vede la luce delle due torce percorrere 10 m in entrambe le direzioni, e arrivare simultaneamente alle due estremità del vagone in un tempo t = 0,0333 microsecondi.
Ma per un osservatore situato a terra, che vede il vagone in movimento, la situazione è diversa. Si supponga che il treno, misurato da terra, sia ancora lungo 20 m (questa ipotesi non tiene conto della "contrazione delle lunghezze" ma ciò non altera le conclusioni dell'esperimento). Ebbene, il raggio di luce diretto verso la coda del treno raggiunge dopo soltanto 9,0909 metri l'estremità del vagone, che nel frattempo gli è venuta incontro di 0,9091 metri; mentre il raggio diretto verso la testa del treno deve percorrere 11,1111 metri per raggiungere l'altra estremità che si è allontanata di 1,1111 metri. Il primo raggio arriva quindi dopo 0,0303 microsecondi; il secondo, invece, impiega 0,0370 microsecondi: in questo sistema di riferimento i due eventi non sono simultanei.

## Esempi

### Fisica
- La scimmia e il cacciatore (moto di un proiettile)
- Paradosso dei gemelli (relatività ristretta)
- Paradosso di Einstein-Podolsky-Rosen
- Gatto di Schrodinger

### Matematica
- Paradosso del Grand Hotel di Hilbert